# Zeuthener See

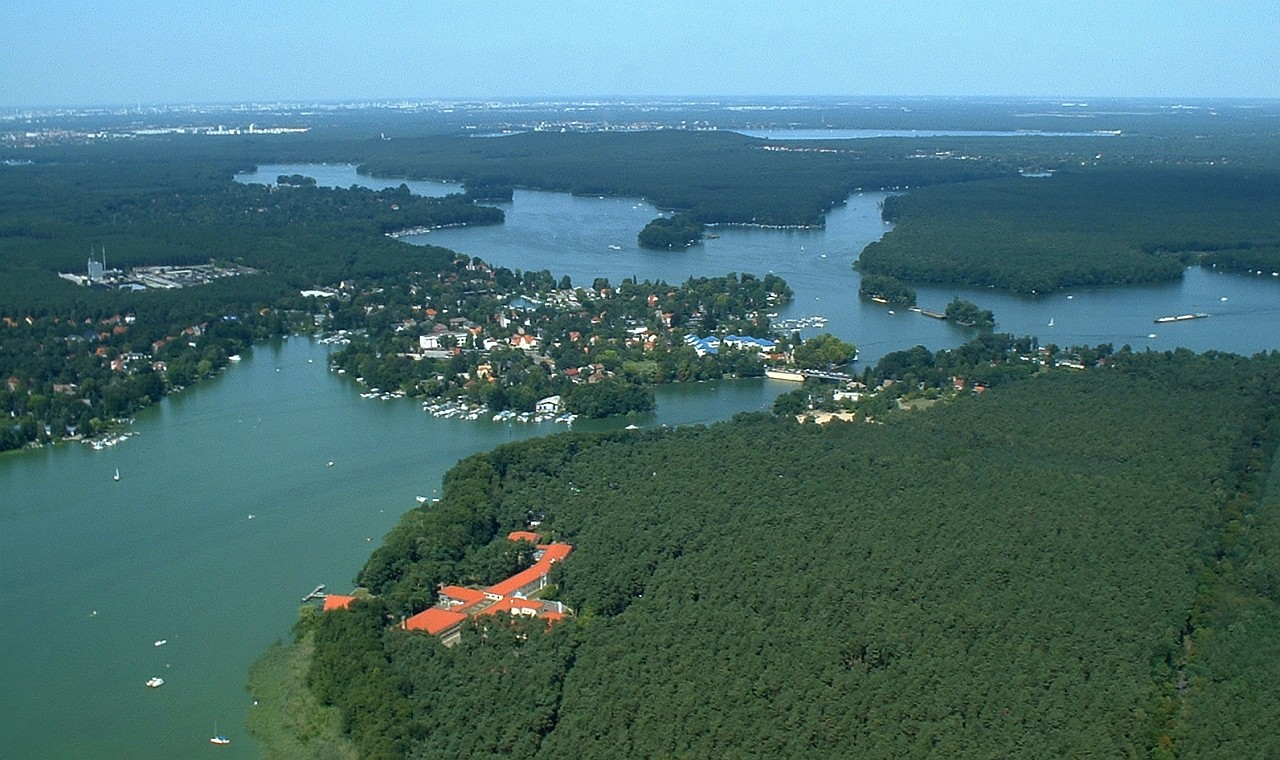
Der Zeuthener See von oben

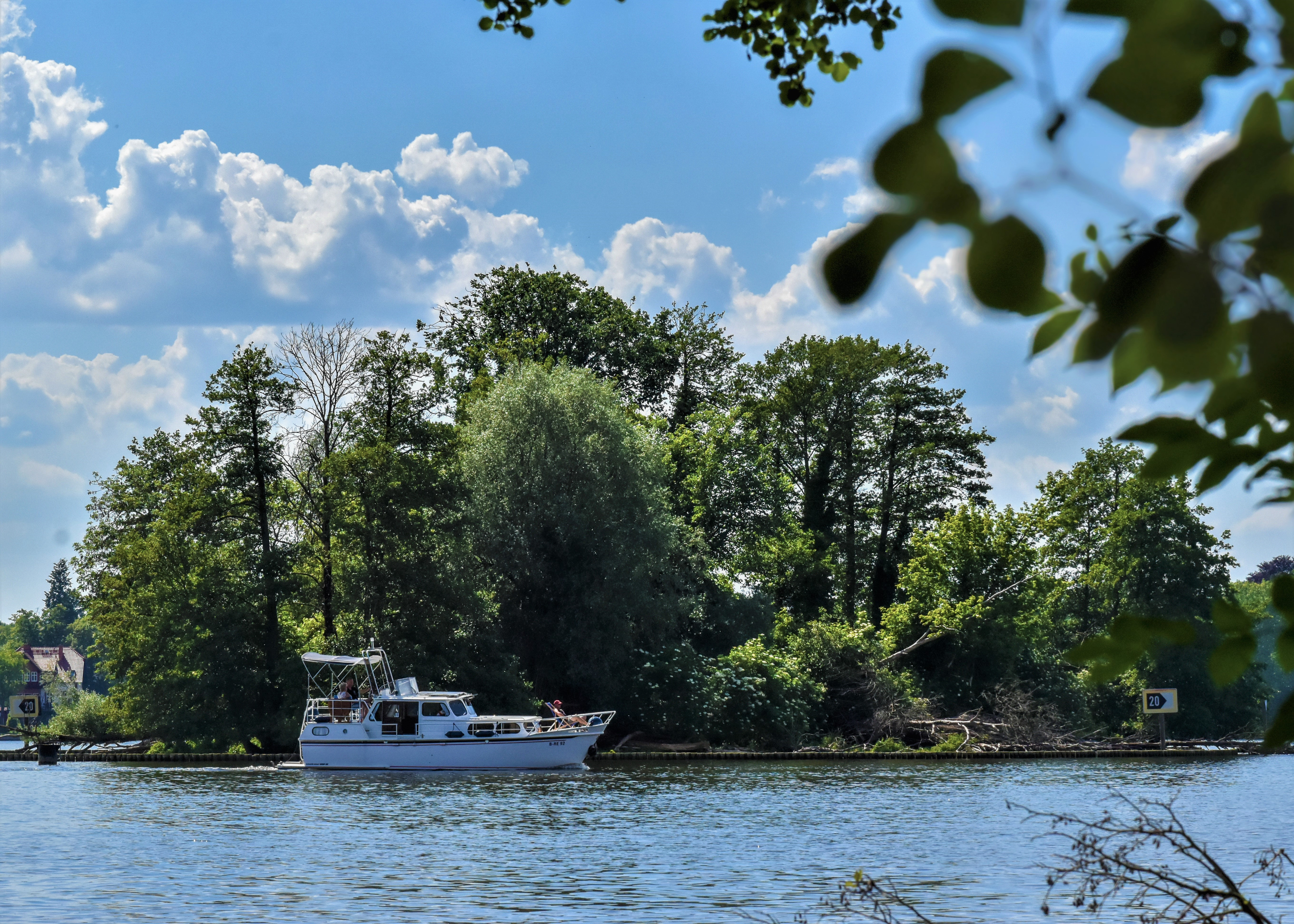
Zeuthener Wall

Der Zeuthener See ist eine seeartige Verbreiterung des Flusses Dahme im Dahme-Seengebiet im Südosten Berlins an der Grenze zu Brandenburg. Durch den See verläuft die Grenze zwischen Berlin und Brandenburg.

## Beschreibung
Der Zeuthener See ist Bestandteil der Bundeswasserstraße Dahme-Wasserstraße der Wasserstraßenklasse IV mit Einschränkungen; zuständig ist das Wasserstraßen- und Schifffahrtsamt Spree-Havel. Der See beginnt bei km 0,0 der Dahme-Wasserstraße nördlich der Straßenbrücke Schmöckwitz und endet kurz vor km 4 bei Rauchfangswerder. Dort beginnen der Sellenzugsee in südlicher und der Große Zug der Wernsdorfer Seenkette in nordöstlicher Richtung.
Der Zeuthener See hat damit eine Länge von fast vier Kilometern. Die Breite beträgt zwischen 100 und 800 Meter.
Mit einer Durchschnittstiefe von drei Metern und einer maximalen Tiefe von 4,4 Meter ist dieser See nicht sonderlich tief. Der Gewässerboden ist sehr einheitlich mit einer dicken Schlammschicht überdeckt, lediglich an der Insel Zeuthener Wall ist harter Kiesboden anzutreffen.
An seinem Westufer in Brandenburg liegen die Gemeinden Eichwalde und Zeuthen, am Nordufer der zu Berlin gehörende Stadtteil Schmöckwitz, im südöstlichen Bereich die noch zu Berlin gehörende Siedlung Rauchfangswerder.
Auf der westlichen Seeseite ist aufgrund der Gemeindeansiedlungen nur wenig Uferbewuchs vorhanden. Die östliche Seite weist starke Schilfbestände auf und hier schließt sich ein Wald an den See an.
Am 13. Juni 1986 wurde Dean Reed im knietiefen Wasser des Sees tot aufgefunden.

## Ökologisches
Die Wasserqualität des auch als Badesee genutzten Sees wird regelmäßig überprüft und wurde im September 2007 als „ausgezeichnet“ bewertet. Der See wird als polymiktisch mit leicht alkalischem Wasser bezeichnet. Auf Grund der Trophierung beträgt die Sichttiefe im Sommer kaum 50 cm.
Der Selchower Flutgraben mündet in den Zeuthener See. Der Bürgerverein Berlin - Brandenburg e. V. dokumentiert auf seiner Homepage eigene Ermittlungen über den Anfangsverdacht auf Einleitung von toxischen Stoffen über den Selchower Flutgraben in den Zeuthener See aus dem Jahr 2005. Dies steht in einem gewissen Widerspruch zu den Messungen des Landes Berlin.

## Zeuthener Wall
In dem See befindet sich eine kleine Insel in einer Größe von 0,25 ha, Zeuthener Wall genannt, die zu Berlin gehört und die im Sommer regelmäßig von Wassersportlern intensiv genutzt wurde. Im Jahr 1998 hat die Berliner Senatsverwaltung für Stadtentwicklung eigens eine „Verordnung zum Schutz des Landschaftsbestandteils Insel Zeuthener Wall im Bezirk Köpenick von Berlin“ erlassen und durch zahlreiche Maßnahmen (Uferschutz) eine Renaturierung herbeigeführt.

## Theodor Fontane und Hankels Ablage
Auf einer seiner „Wanderungen durch die Mark Brandenburg“ wollte Theodor Fontane bis zu den See- und Quellgebieten der „wendischen Spree“ vordringen. Die Schiffsreise mit der „Sphinx“ im Juli 1874 versetzte ihn schon vorher „in eine Aufregung, als ob es sich um ein Vordringen bis zu den See- und Quellgebieten des Nils gehandelt hätte“. Diese Reise führte ihn auch über den Zeuthener See.
Am See ist auch Hankels Ablage gelegen. Theodor Fontane beschreibt Hankels Ablage als eine Villenkolonie an der Südspitze des Zeuthener Sees gelegen und einer der reizendesten Plätze in der Umgebung von Berlin. Namensgeber war der Fischer Friedrich Hankel, der sich an der früheren Verladestelle, auch Ablage genannt, niederließ, später auch Ausschankrechte bekam. Seine Söhne und Enkel entwickelten die Ablage zu einem Ausflugslokal.
Als Ablage werden überwiegend in der Mark Brandenburg kleine Umschlagsanlagen in den Dörfern mit Wasseranschluss bezeichnet. Früher wurden dort Güter wie Holz, Kohle, Rüben, Stroh und andere meist landwirtschaftliche Erzeugnisse verladen. Sie waren lange Zeit ein wichtiger Ort der Kommunikation der Bevölkerung.

## Wirtschaftliche und touristische Bedeutung
- Wassersport: Der See wird intensiv zum Wassersport genutzt, eine Reihe von Segel-, Kanu-, Motorboot-, Ruder- und Anglervereinen hat sich hier etabliert.
- Schifffahrt: Für die berufliche Schifffahrt ist der Zeuthener See eine wichtige Wasserstraße zur Versorgung der Bundeshauptstadt, über die in der Hauptsache Kohle und Baustoffe aus dem Binnenhafen der Stadt Königs Wusterhausen vorbei an Wildau, Zeuthen und Eichwalde nach Berlin transportiert werden.
- Fischfang: Die Nutzung des Sees zu Zwecken des erwerblichen Fischfangs dürfte zurückgehen bis auf die Landnahme von slawischen Siedlern im 7. und 8. nachchristlichen Jahrhundert. Auch heute gibt es noch eine große Fischvielfalt im Gewässer, was ihn bei Freizeitanglern beliebt macht. Als wichtigste Fische gelten Blei, Döbel, Plötzen, Aland, Barsch Hecht, Zander und Aal. Auch große Welse leben im See.
- Tourismus: Spätestens mit dem Anschluss an die Eisenbahn beginnt die Bedeutung des Zeuthener Sees als touristischer Ausflugsort. Am östlichen Ufer befindet sich ein Campingplatz.

## Zeitung
Am Zeuthener See ist auch der Name der Gemeindezeitung Zeuthens.